# Oenothera rubricaulis
Espèce
Oenothera rubricaulis est une espèce de plantes à fleurs dicotylédones de la famille des Onagraceae originaire d'Europe.

## Description

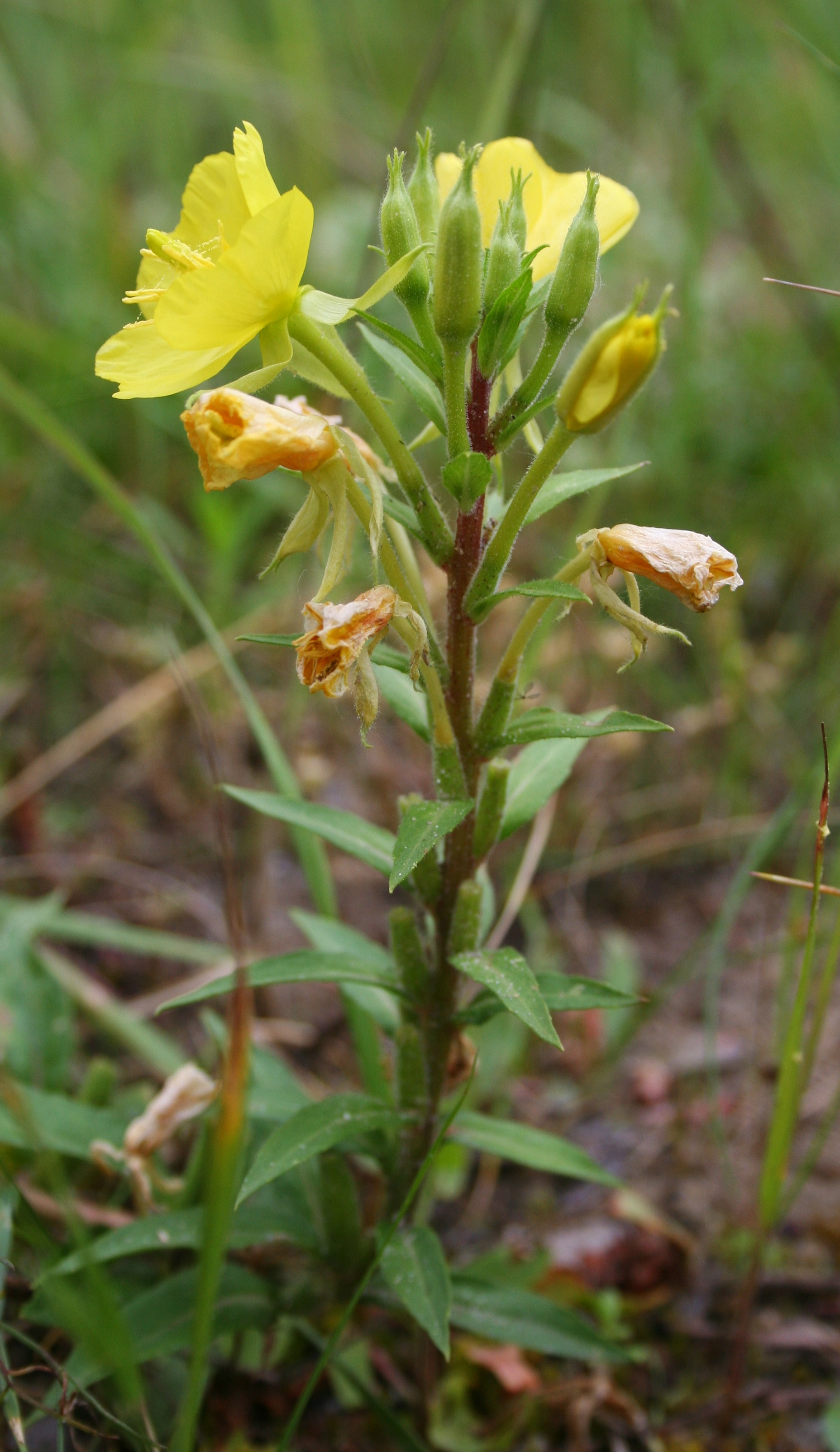

C'est une plante herbacée hémicryptophyte, bisannuelle, pouvant atteindre une hauteur de 1 à 1,5 m.

## Habitat
Elle préfère les sols sableux ou graveleux, dans des endroits bien exposés au Soleil. On la rencontre en particulier le long des voies de chemin de fer, des routes, dans les gravières et dans les friches industrielles.

## Écologie
Cette espèce est susceptible de s'hybrider avec des espèces voisines, notamment Oenothera biennis, Oenothera depressa et Oenothera perangusta.

## Synonymes
Selon le Catalogue of Life (8 décembre 2014) et Tela Botanica :	
- Oenothera biennis var. parviflora Abrom. (1898) ;
- Oenothera biennis subsp. rubricaulis (Kleb.) Stomps (1948) ;
- Oenothera muricata L. (1767) ;
- Oenothera rubricaulis var. dentifolia V. Jehlik & K. Rostanski ;
- Oenothera rubricaulis var. longistylis P. Gutte & K. Rostanski.

## Galerie

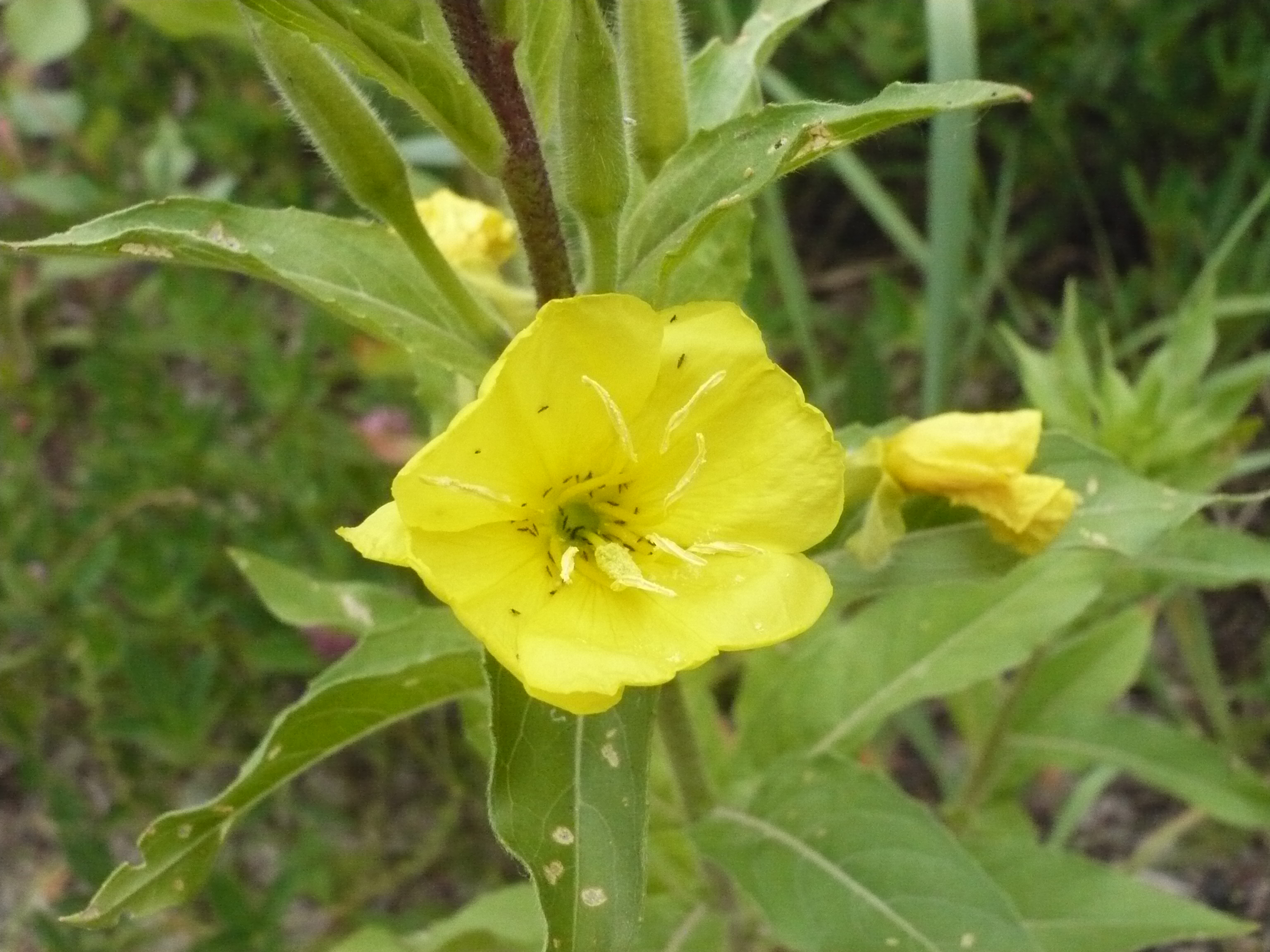
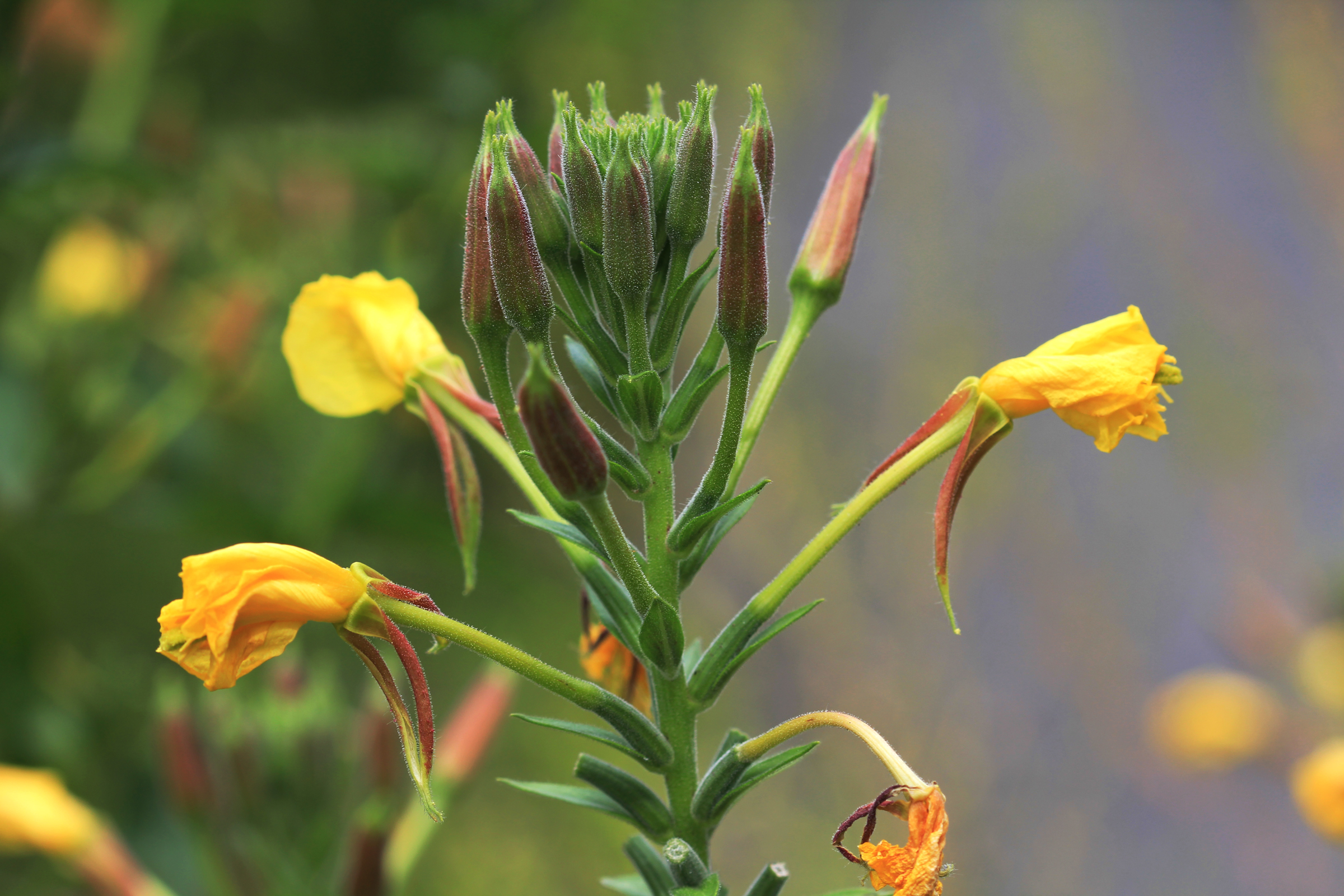
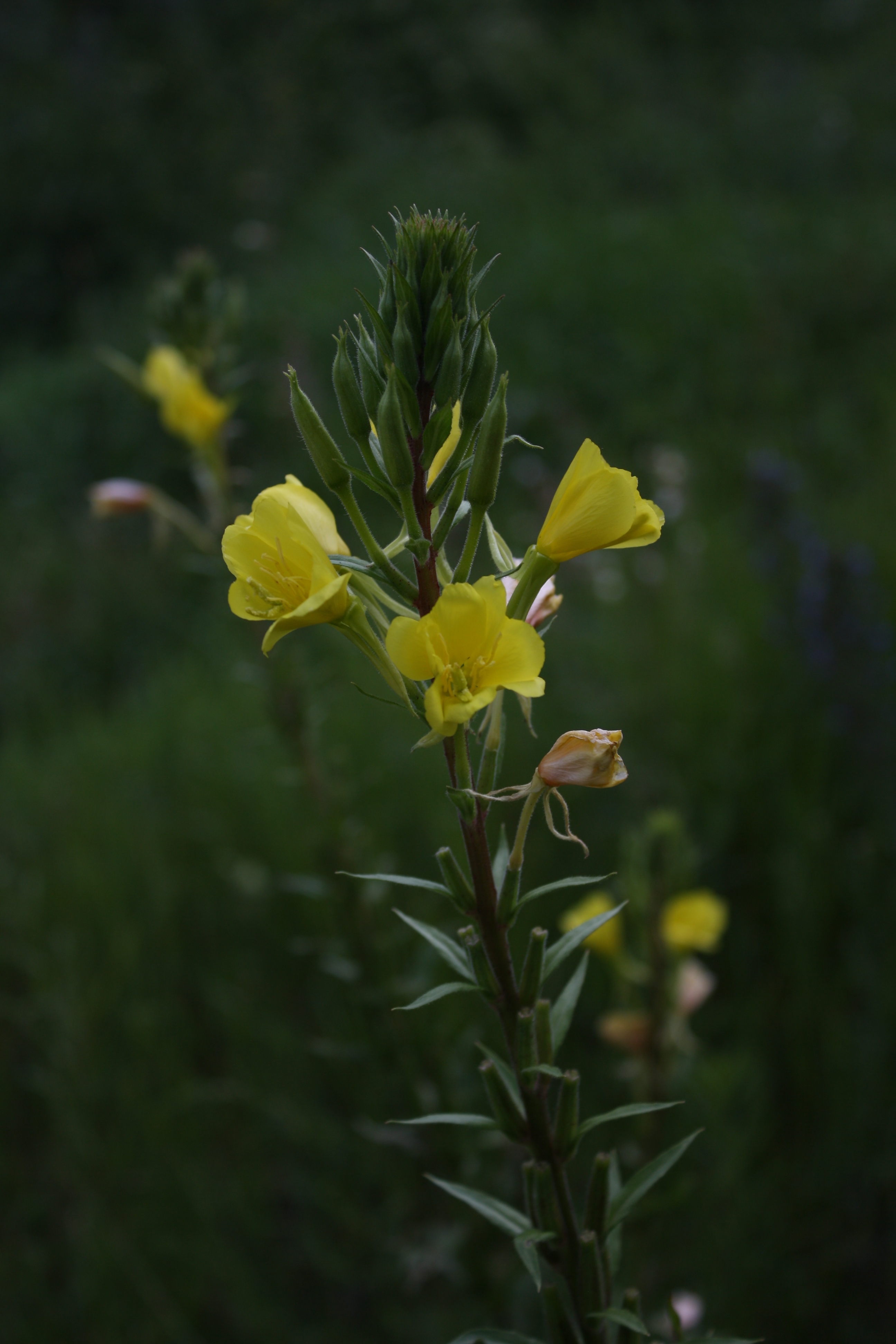
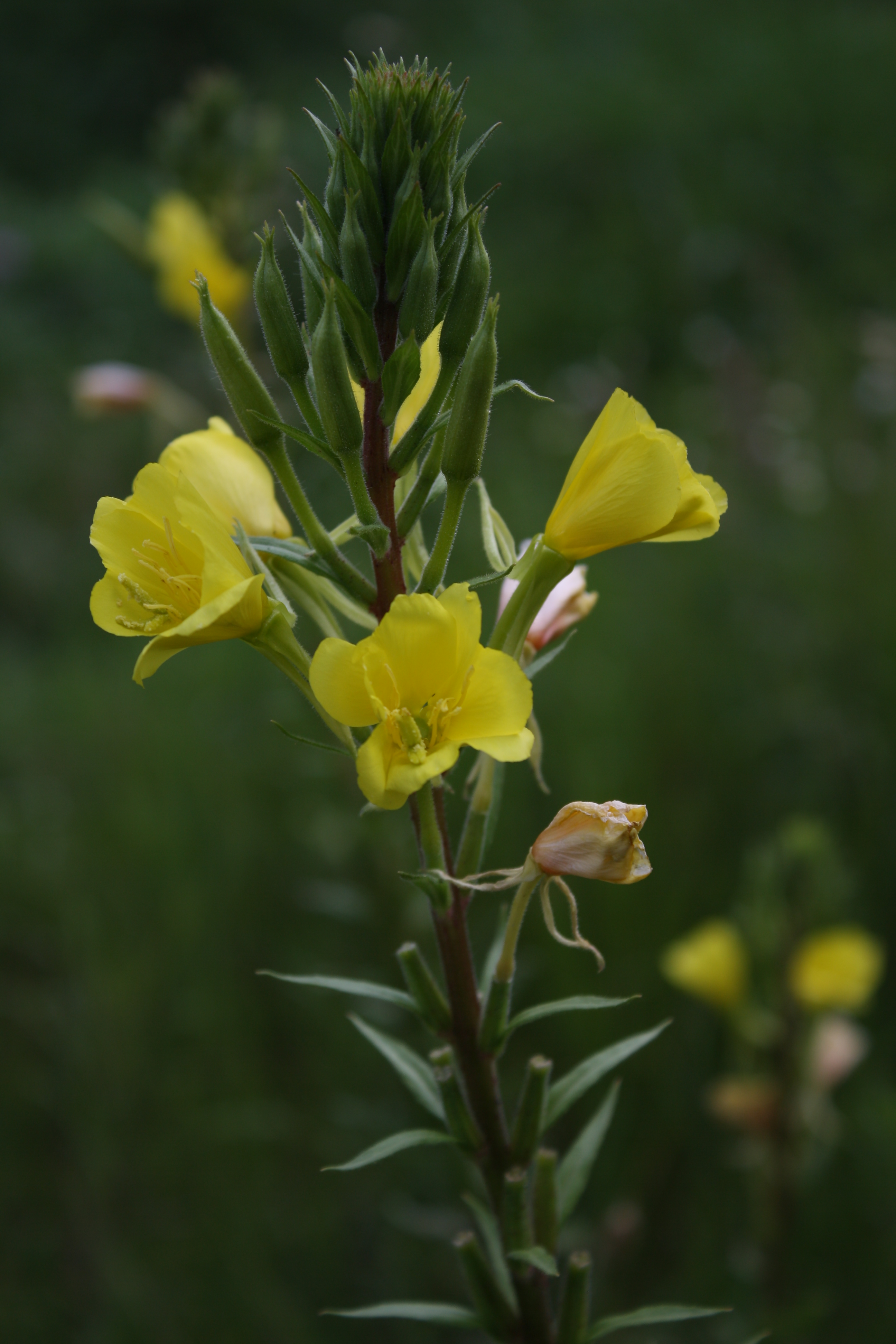